# Jules Bianchi
Jules Lucien André Bianchi (Nice, 3 de agosto de 1989 – Nice, 17 de julho de 2015) foi um piloto automobilístico francês de Fórmula 1 que competiu pela extinta equipe Marussia. Marcado na história de forma infeliz, por ser o último piloto a vir falecer em decorrência de um acidente durante um Grande Prêmio de Fórmula 1, no GP do Japão de 2014, no tradicional autódromo de Suzuka.

## Carreira

### Categorias de formação
Em 2002, Jules ingressou no Kart com a 3ª colocação no Trophée des Jeunes, ao somar 97 pontos, no mesmo ano ele participou da Grand Prix Karting e da Monaco Kart Cup.
Em 2003, ele competiu pela European Championship - Western Region Qualification onde foi vice-campeão e prosseguiu a temporada competindo pela South Garda Winter Cup ICA Junior e a Andrea Margutti Trophy - ICA Junior onde concluiu o campeonato em 3º e prosseguiu pelo Italian Open Masters, Grand Prix Karting, fechando o ano com a CIK-FIA European Junior Championship.
Para 2004 ele iniciou na 3ª colocação do Andrea Margutti Trophy e na Copa Campeones Throphy onde foi vice-campeão. O vice-campeonato se repetiu na Grand Prix Karting com 281 pontos e novamente um vice na European Championship e fechando o ano com a Italian Open Masters.
Em 2005, o ano começou com a South Garda Winter, mas foi na Copa Campeones Throphy que Bianchi chegou ao seu primeiro título na carreira, após o título ele parte para a Andrea Margutti Throphy Formula A, mas foi na Asia-Pacific Championship Formula A que ele novamente chegou ao título pela equipe Maranello, ele terminou com o ano competindo na Italian Open Masters, European Championship e World Championship Formula A.
Em 2006 ele abriu o ano com o French Championship Elite onde foi 13º com 102 pontos, e na WSK International Series ICC ele conseguiu um novo título com 67 pontos pela Maranello Maxter, o restante do ano incluiu a WSK International Series Formula A, World Cup ICC, então na Italian Open Masters ele conseguiu uma 3º colocação com 124 e 2º na World Cup Formula A, além do European Championship Formula A onde foi 5º com 43 pontos, e novamente 5º no Andrea Margutti Throphy Formula A. Bianchi se despediu do kartismo com o vice-campeonato da South Garda Winter Cup Formula A, e então chegou a vez dos fórmulas na carreira do pronto e já observado pela Ferrari, Jules Bianchi, agora empresariado por Nicolas Toad 

### Caminho de sucesso rumo a Fórmula 1
A carreira de Bianchi nos fórmulas começa com Fórmula Renault 2.0 Eurocup em 2007, foram seis corridas intercaladas entre as etapas do campeonato onde Jules correu a terceira, quarta, quinta (onde ele fez a pole), sexta (onde fez a volta mais rápida), décima terceira e décima quarta, foram 4 pontos e a 22ª colocação no campeonato pela SG Drivers Project que utilizava um Tatuus FR2000
Na sequência do ano, com o mesmo carro ele chegou ao título do Campionnat de France Formula Renault 2.0 com seis pódios, cinco poles e dez voltas mais rápidas em treze corridas com cinco vitórias, com destaque para as vitórias com pole e voltas mais rápidas em Magny-Cours e Barcelona, e o terceiro lugar na última etapa na segunda bateria em Barcelona que encerrou o ano com o título e números esmagadores e impressionantes.
Em 2008, Jules ficou em nono pela ART Grand Prix, com seu Dallara F308 Mercedes no GP de Macau de F3, e venceu o GP de Zolder com a mesma configuração pela GP Masters Formula 3. O sucesso foi confirmado na Fórmula 3 Euro Series, foram vinte etapas, duas poles (Brands Hatch, LeMans e Hocknheim), duas voltas mais rápidas (Brands Hatch e Hocknheim), foram cinco pódios (Mugello, Zandvoort, Nuburgring em corrida dupla e Barcelona) e duas vitórias Le Mans e Hockenheim, os resultados somados deram a Bianchi a 3ª colocação no campeonato 

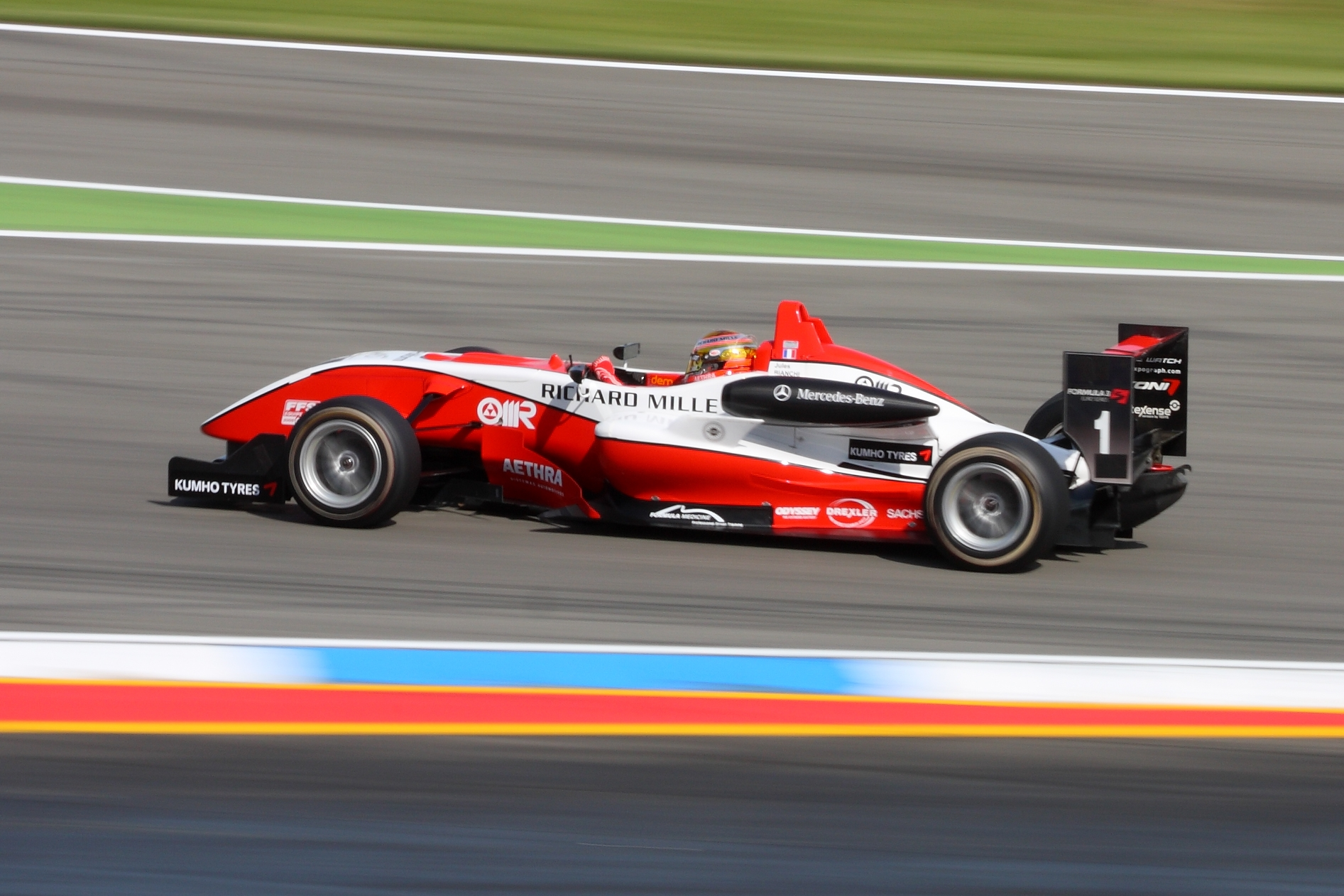
Bianchi na F3 em 2009

### Piloto de teste da Ferrari
Em 2009, Jules já era observado pela Ferrari pelo seu desempenho nas categorias de desenvolvimento o que o levou até uma posição de destaque na Ferrari Driver Academy, e com a carreira gerenciada por Nicolas Todt, empresário de pilotos como Felipe Massa (então titular da Ferrari) e Charles Leclerc, além de ser cofundador da ART, e isso fez com que Bianchi finalmente tivesse seu primeiro contato com um F1, na ocasião em testes com a Ferrari F60 

### Consagração na F3 e F2
A sequência do ano teve as etapas de Macau onde terminou em 10º. Quatro etapas da Fórmula 3 Britain - Invitation Class com duas vitórias, um pódio e duas voltas mais rápidas. Tango Masters de Formula 3 com uma 4ª colocação em Zandvoort e um abandono em Monte Carlo na Formula Renault 3.5 Series.
E então veio o título do campeonato de Formula 3 Euro Series, foram 20 etapas, com seis poles (Zandvoort, Oschersleben, Nurburgring, Barcelona, Dijon e Hockenheim) e sete voltas mais rápidas (Zandvoort primeira e segunda bateria, Oschersleben, Nurburgring, Barcelona, Dijon e Hockenheim), e três pódios (terceiro em Hockenheim e Norisring, além do segundo em Dijon), incríveis 114 pontos para a ART Grand Prix.

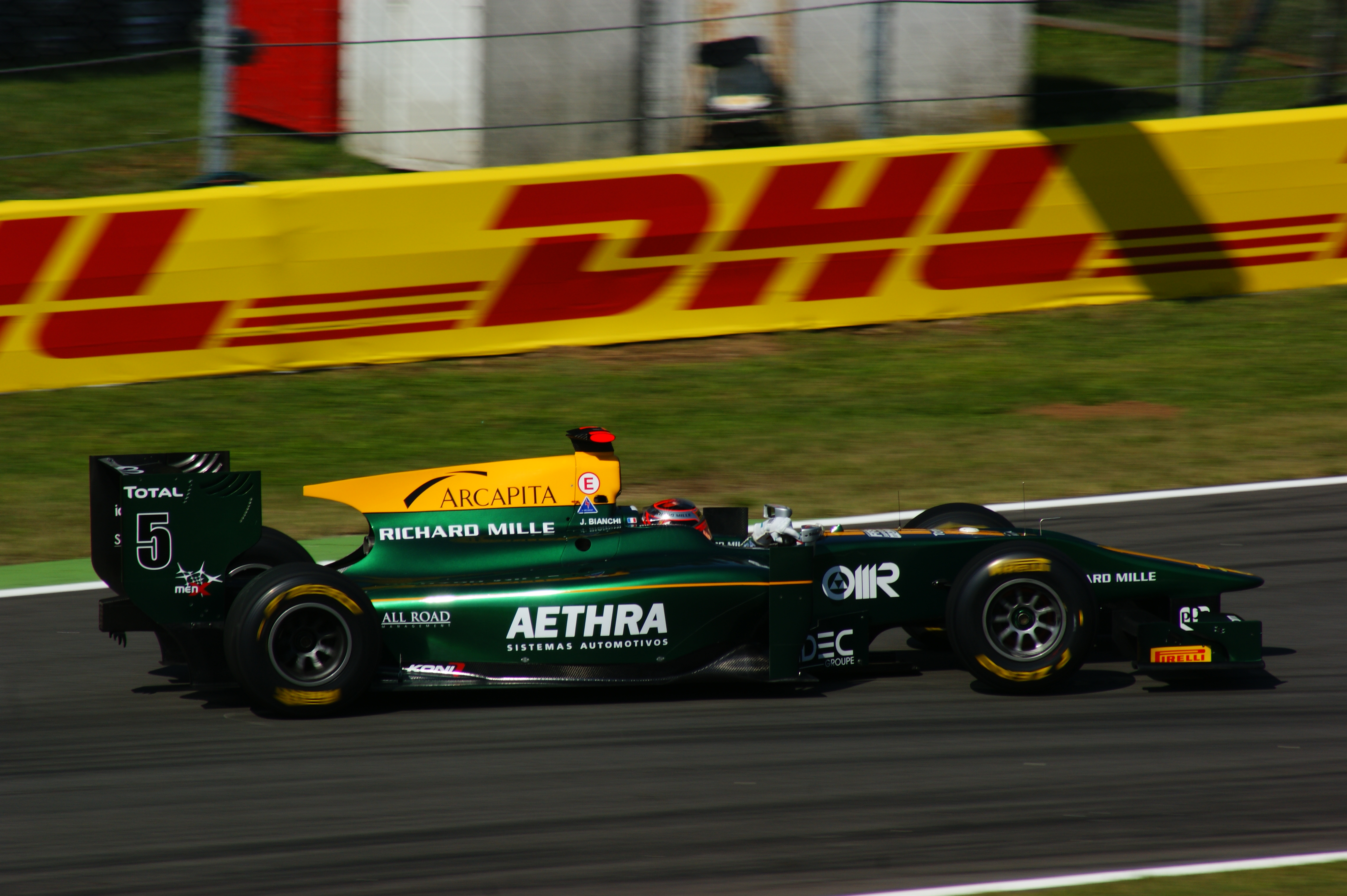
ART Lotus de 2011 na GP2

Em 2010 a temporada ele começa terceiro lugar na GP2 Series, seus 53 pontos pela ART Grand Prix, com destaque para os quatro pódios, a terceira colocação em Mônaco e os segundos lugares em Valência, Silverstone, além das poles em Barcelona, Silverstone e Monza e a volta mais rápida em Hockenheim, o carro da campanha foi o Dallara GP2-08 de motor Renault e pneus Bridgestone. Na GP2 Asia Series foram cinco corridas, apenas um pódio na etapa inicial de Yas Marina, uma pole no Bahrain, e as voltas mais rápidas na segunda e quarta etapas do Bahrain da qual na última ele abandonou, campeonato em questão foi disputado com um Dallara GP2/05.
Em seguida o ano terminou com mais serviços prestados aos testes da Ferrari para 2010. Para 2011, a ART se tornou Lotus ART e a nova pintura histórica foi levada por Jules ao terceiro lugar do campeonato, com uma vitória (Silverstone), cinco pódios (3º em Istanbul e Monza) e uma pole (Silverstone). A GP2 Asia Series foi marcada por um vice-campeonato, dessa vez o carro usado foi um Dallara GP2/11 Renault, com vitória em Yas Marina e volta mais rápida marcada, além do pódio em Imola com a terceira posição
Em 2012 veio a despedida definitiva das categorias, com a Formula Renault 3.5 Series e um novo vice-campeonato, 185 pontos com três vitórias, cinco pódios (2º em Monte Carlo, Spa-Francorchamps e Autodrom Moscow) (3º em Silverstone e Hungaroring), cinco poles (Nurburgring, Moscou, Silverstone, Paul Ricard e Barcelona) e sete voltas mais rápidas (Monte Carlo, Spa primeira e segunda etapa, e Nurburgring em seguida, e após Moscou, Silverstone e Hungaroring) com o Dallara FR35-12 de motores Zytek e pneus Michelin da Tech 1 Racing.

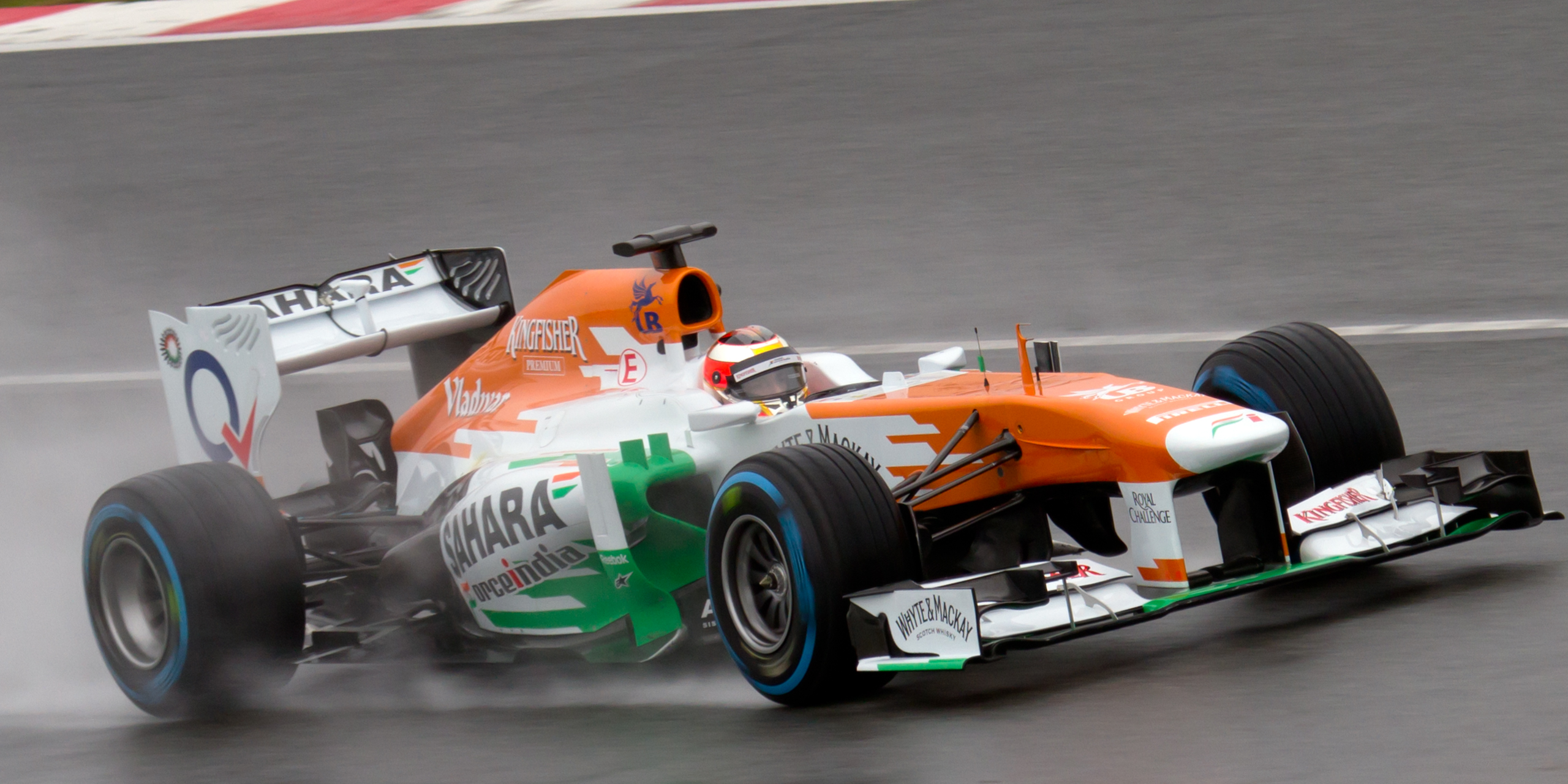
Jules testando pela Force India em 2013

Na F1 ele dividiu os trabalhos de terceiro piloto entre Ferrari e o empréstimo para a hoje extinta Sahara Force índia, Jules estava pronto para o circo da Fórmula 1 de forma oficial e definitiva 

### Fórmula 1 2013

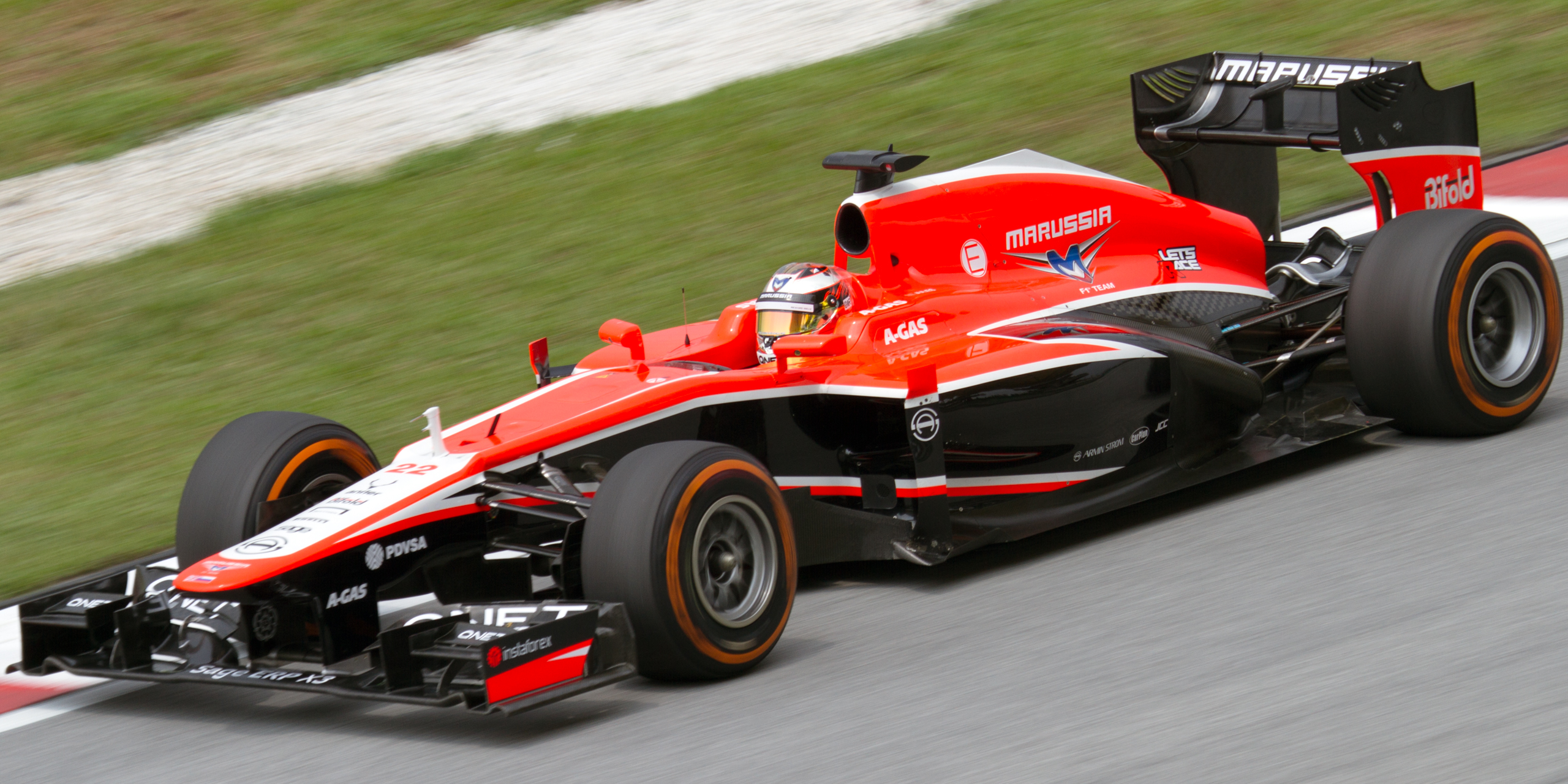
Bianchi em seu primeiro ano com aMarussia MR02

Jules Bianchi competiu pela equipe Britânica-Russa, Marussia F1 Team, durante a temporada completa de 2013, foram dezenove corridas onde ele não teve oportunidade de pontuar com a Marussia MR02 de número 22 de motor Cosworth e pneus Pirelli, ele foi o 19º no campeonato de 23 pilotos, seu melhor resultado foi a 13ª posição em Sepang, mesmo sendo presença constante no fundo do grid, ele superou facilmente o duelo interno com seu companheiro de equipe Max Chilton, que encerrou a temporada na 23ª e última colocação dentre o campeonato de pilotos 

### Fórmula 1 2014
Cotado como substituto de Kimi Raikkonen na Ferrari, Jules iniciou a temporada 2014 com a Marussia sem apresentar grandes evoluções entre as equipes da segunda metade do grid em comparação ao ano anterior, uma temporada de início mais desafiadora que a anterior inclusive, abandonando as duas primeiras corridas em Albert Park e Sepang e chegando em 16º, 17º, 18º no Bahrain, Shanghai e Barcelona respectivamente, eis que chegou o final de semana do GP de Mônaco daquela temporada 

### Primeiros pontos na F1

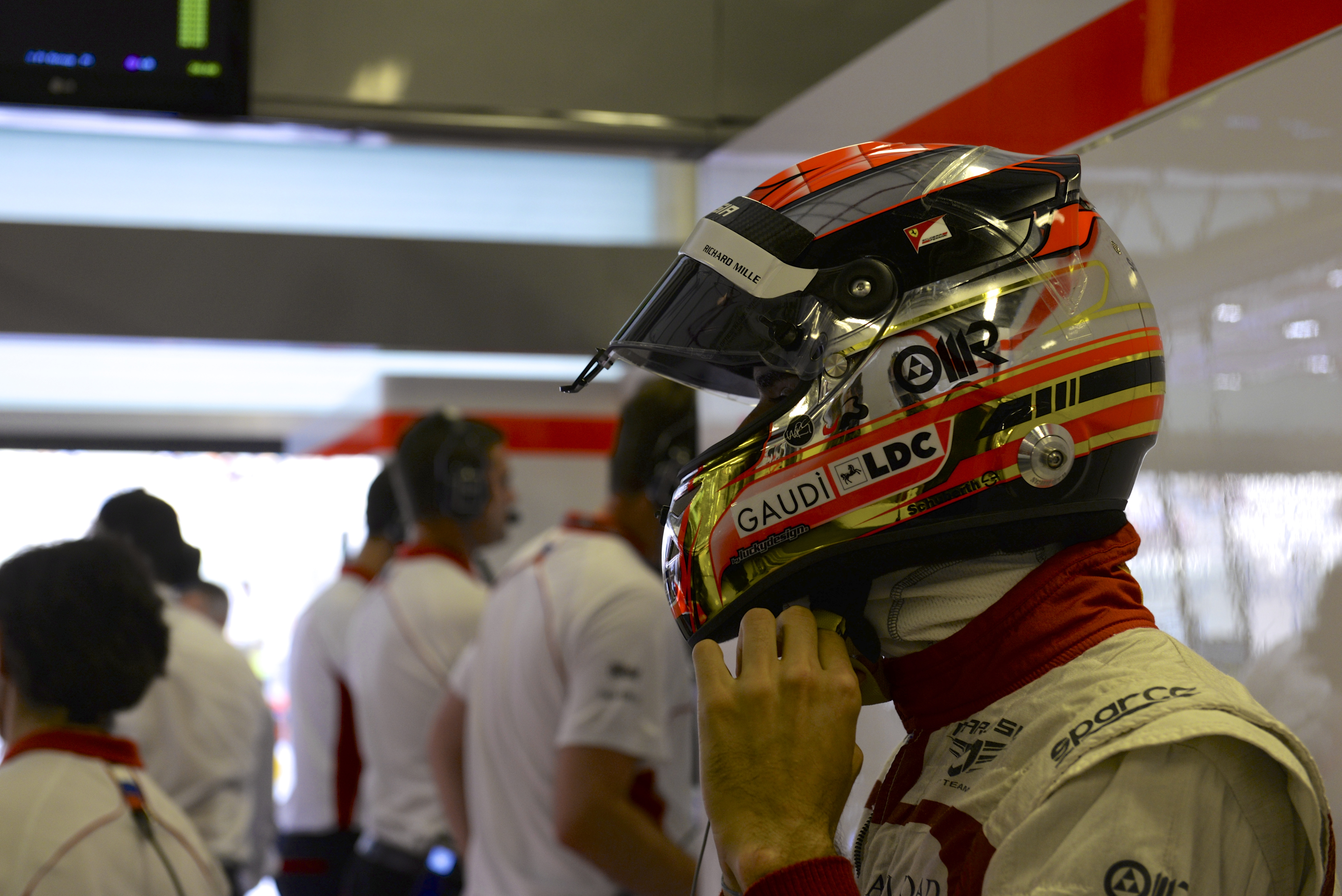
Bianchi se aprontando para mais uma corrida pela Marussia com seu capacete

Bianchi fez uma condução espetacular extraindo o máximo no limite do extremo da sua maquina com destaque para a ultrapassagem na La Rascasse sobre Kamui Kobayashi e sua Caterham, durante a corrida Jules sofreu uma punição de +5 segundos ao seu tempo final de corrida por ter parado seu carro no grid de largada de forma incorreta o que forçou o francês a acelerar o ritmo para abrir vantagem superior a punição sobre o carro de seu compatriota Romain Grosjean, durante essa tentativa, Raikkonen e Magnussen quase bateram no Hairpen do Grand Hotel e ficaram travados devido a falta de espaço, o que fez Bianchi ultrapassa-los e posteriormente concluir a corrida em P8, porém sem conseguir abrir os 5 segundos para Grosjean sua posição final foi a 9ª colocação, dando a Marussia seus primeiros e únicos 2 pontos em sua história e primeiros pontos de uma das consideradas 'novas equipes nanicas' da era moderna da F1, feito extremamente comemorado no rádio junto ao seu chefe de equipe John Booth e com a equipe no pós-corrida, na ocasião seu companheiro de equipe Max Chilton foi o 14º e último colocado, tomando 3 voltas do vencedor Nico Rosberg 

### Restante da temporada e acidente
O restante da temporada foi de baixo desempenho como de normalmente era a vida das Marussias, tendo como novo melhor resultado pós-Mônaco apenas uma 14ª colocação em Silverstone três corridas mais tarde 
Na décima quinta corrida da temporada em Suzuka o clima era tenso acima de qualquer outra corrida sob chuva, pois o tufão Phafone estava se aproximando do Japão e gerando estragos e problemas ao longo da costa Asiática, os ventos de 130 km/h e forte chuva abriram o domingo de GP que teve sua largada mantida para o horário original das 15h locais. A largada foi dada com Safety car na pista a frente do pelotão antes de uma nenhum pouco demorada bandeira vermelha ser agitada já na volta 3 das 53 previstas, onde a imagem exibe pela última vez uma imagem de Jules como o conhecemos, ele estava limpando a viseira do seu capacete dentro da garagem da Marussia, enquanto os relatos eram de baixa visibilidade por parte dos pilotos dentro de seus carros que começaram a correr sob bandeira verde apenas na 10ª volta . Na volta 42, Adrian Sutil rodou com sua Sauber C33 e tocou de leve a barreira de pneus na curva Dunlop, imediatamente a curva passou a ser sinalizada com as bandeiras amarelas duplas, alertando os cuidados para o setor que havia aquaplanagem
Em seguida as câmeras mostraram uma agitação ao redor do trator grua, porém o próprio encobria o que estava acontecendo a sua direita, enquanto a transmissão da FIA mostrava o Safety Car e Medical Car saindo de dentro do pit lane, o Medical Car com mais pressa tomando a frente enquanto nenhum replay era exibido, não era possível saber se algo havia acontecido com Sutil mesmo batendo lentamente, ou com um fiscal de pista como se cogitou, até que as telemetrias deixaram claro que Bianchi não completou a sua volta e não respondia pelo rádio, alertados o socorro foi iniciado três minutos depois do choque de Bianchi com o trator grua que retirava o carro de Sutil, apenas algumas filmagens de fãs na arquibancada mostraram ao mundo horas depois a Marussia de Bianchi acertando o trator de uma forma que o mesmo chegou sair do chão, fotos posteriormente mostravam Sutil e os fiscais com expressões faciais de pânico com as mãos na cabeça pelo que presenciaram, a corrida foi colocada sobre bandeira vermelha nove minutos depois do choque, e em seguida a direção de prova informou que a corrida não iria ser reiniciada, ele foi levado ao Hospital de Mie de ambulância já que o helicóptero não poderia levantar voo sobre as condições climáticas do momento, foram 17 km por solo 
As conclusões da FIA sobre o acidente foram que Jules não diminuiu a velocidade o suficiente no setor de bandeiras amarelas, prova disso é que ele perdeu o controle a 213 km/h, 2.6 segundos antes do impacto, também se percebeu na telemetria que ele acelerou e freou ao mesmo tempo esperando que isso desligasse o motor do carro, porém o sistema da Marussia era incompatível com essa medida de segurança existente na época, o que por consequência não diminuiu a velocidade de forma considerável, o impacto com o trator aconteceu aos 126 km/h acertando o lado esquerdo do capacete de Bianchi, a desaceleração foi de 58g, estimativas extraoficiais dizem que no capacete o impacto tenha sido de 254g considerado altíssimo para chances de sobrevivência, ainda mais tendo esse nível de desaceleração concentrada só cabeça, o diagnóstico era de uma Lesão Axonal Difusa 
Após várias cirurgias no Japão e depois transportado para a França em novembro de 2014, Bianchi seguia em coma de estado gravíssimo quase sem possibilidade de reversão e sem melhoras significativas, nove meses depois do acidente, sua família seguia acompanhando de perto o seu estado e esperando pelo pior. O quadro mais desesperançoso indicava um permanente estado vegetativo. Jules Bianchi é declarado morto no dia 17 de Julho de 2015 em sua terra natal, Nice, aos 25 anos de idade . Essa foi a primeira morte em decorrência de um final de semana de GP de Fórmula 1, desde Grande Prêmio de San Marino de 1994, o mundo da F1 ficou chocado, alguns pilotos compareceram ao seu enterro e carregaram seu caixão e se reuniram na corrida seguinte na Hungria para fazer orações juntos e um minuto de silêncio ao redor de seu capacete junto aos capacetes dos demais pilotos do grid vigente, seu pai esteve presente levando o capacete de Jules aos pilotos do grid de 2015 .

## Legado e pós-Bianchi

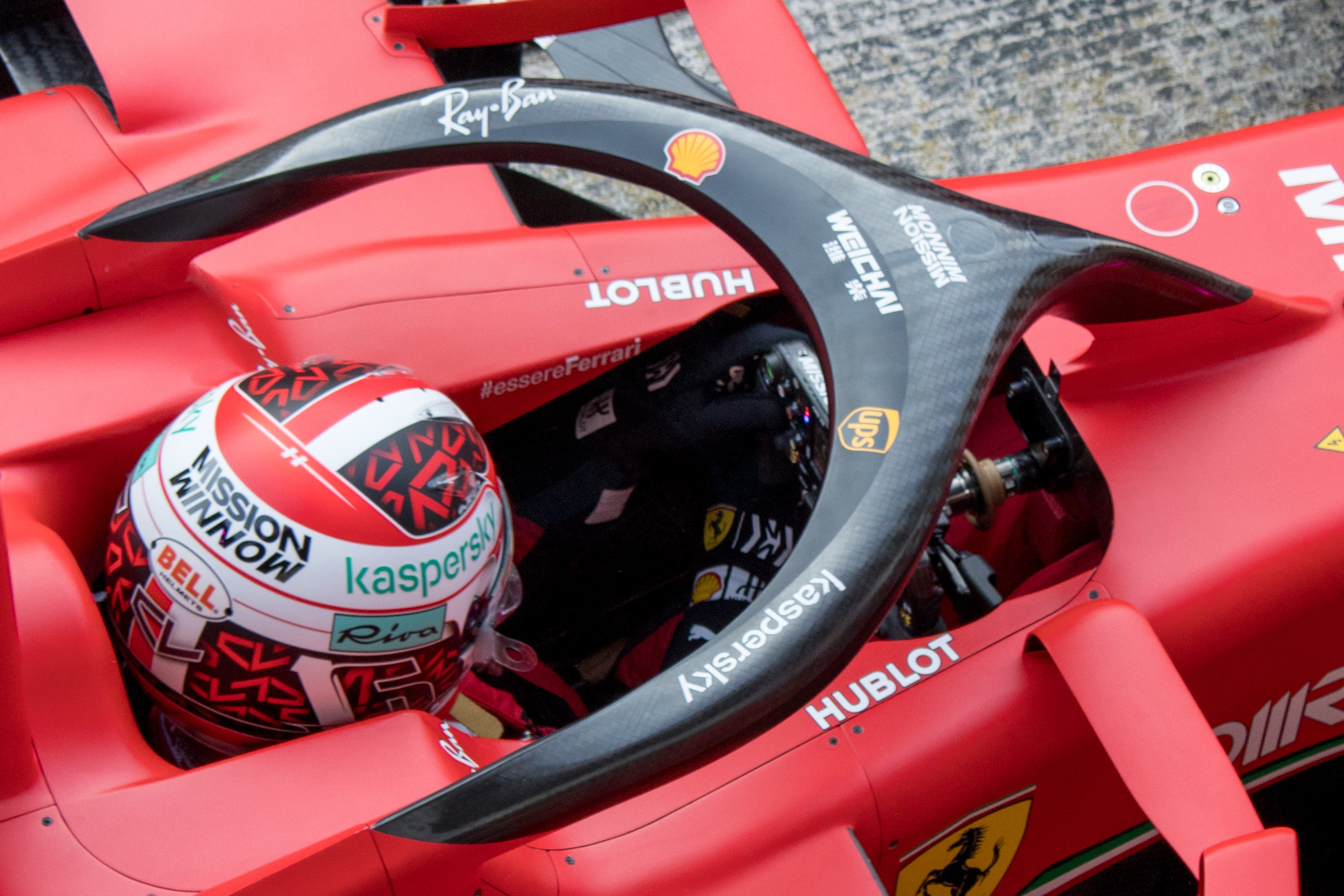
Halo ao redor de Charles Leclerc e sua Ferrari

De imediato, voltaram os debates sobre a necessidade imediata de se criar uma cobertura sobre o capacete dos pilotos, ainda em 2015 se cogitou um escudo protetor semelhante ao que seria aplicado na Fórmula Indy posteriormente, então em 2018 a F1 coloca como parte obrigatória ao seus carros o Halo, porém se estima que a projeção da peça seria incapaz de suportar impacto semelhante ao que feriu fatalmente Bianchi, porém a peça de segurança auxiliou na proteção de possíveis acidentes que poderiam causar ferimentos graves ou até mesmo letais desde a sua implantação 

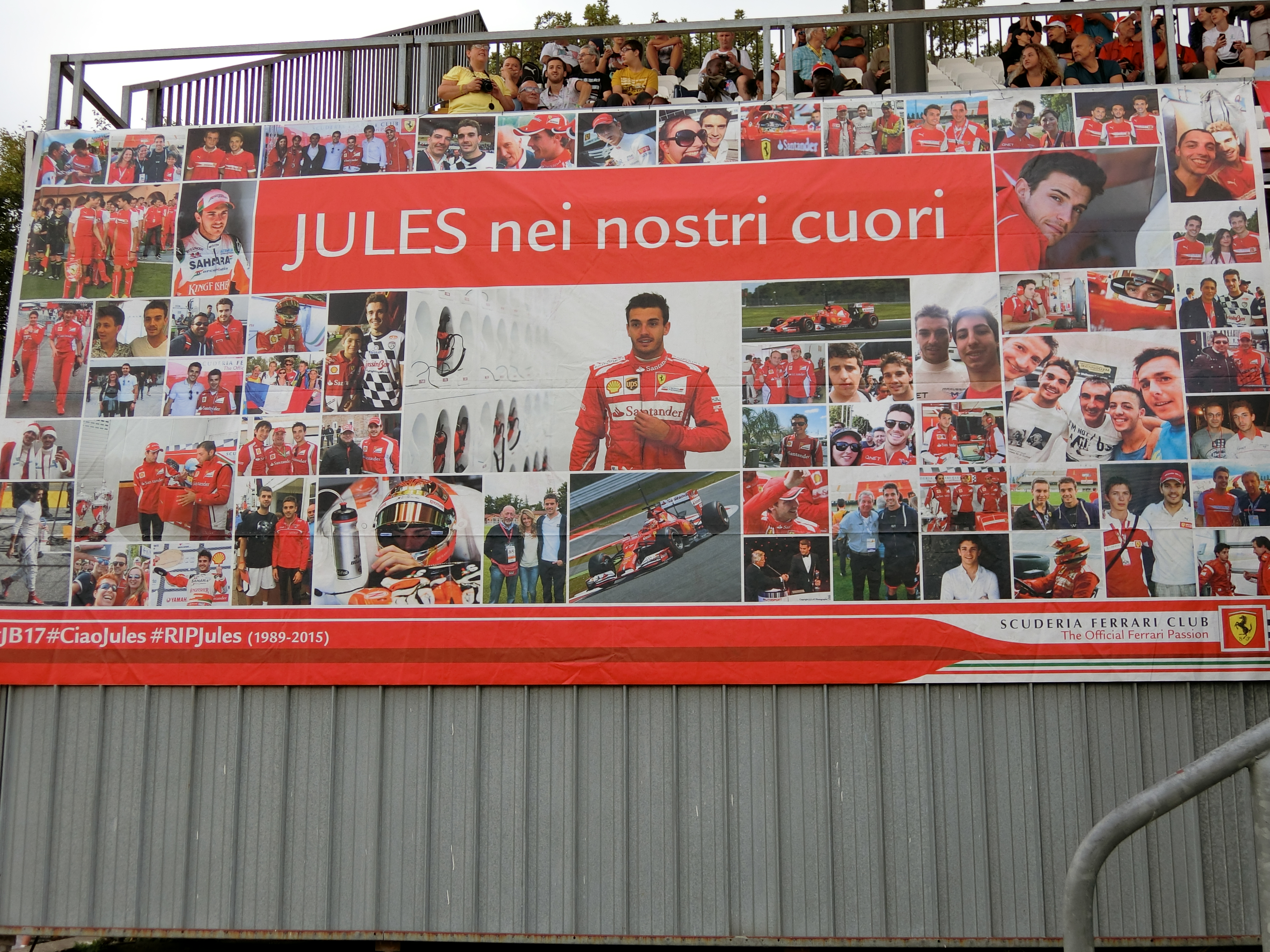
Memorial dos fans da Ferrari em homenagem a Bianchi 'Jules em nosso coração' diz ao centro escrito em Italiano

Discordando das analises e perícias da FIA sobre a causa do acidente, a família de Bianchi entrou na justiça contra F1, FIA e Marussia motivados pelo parecer final indicar uma série de erros de Bianchi e não das demais falhas de procedimentos ocorridas no Grande Prêmio, como: o horário que a corrida foi iniciada sabendo das condições climáticas alteradas pelo tufão, por quê não houve a entrada imediata do Safety Car após Sutil sair da pista e precisar ter o seu carro removido após abandonar a prova, por quê na curva seguinte havia uma bandeira verde (exibida ao vivo durante a transmissão) e o principal, se foi correto posicionar um trator na área de escape da pista de frente para uma curva rápida. Após uma comissão analisar todos os fatos e a coerência dos procedimentos em todos os 384 acidentes nos 8 anos antes do GP do Japão de 2014 as conclusões foram as seguintes: a organização não desejou alterar o horário da largada e seu horário não foi determinante para o acontecimento do acidente, o uso da bandeira verde na curva seguinte a do acidente foi correto, já que a corrida retorna as condições normais após passar pela bandeira e não após vê-la, o caso segue aberto na justiça 

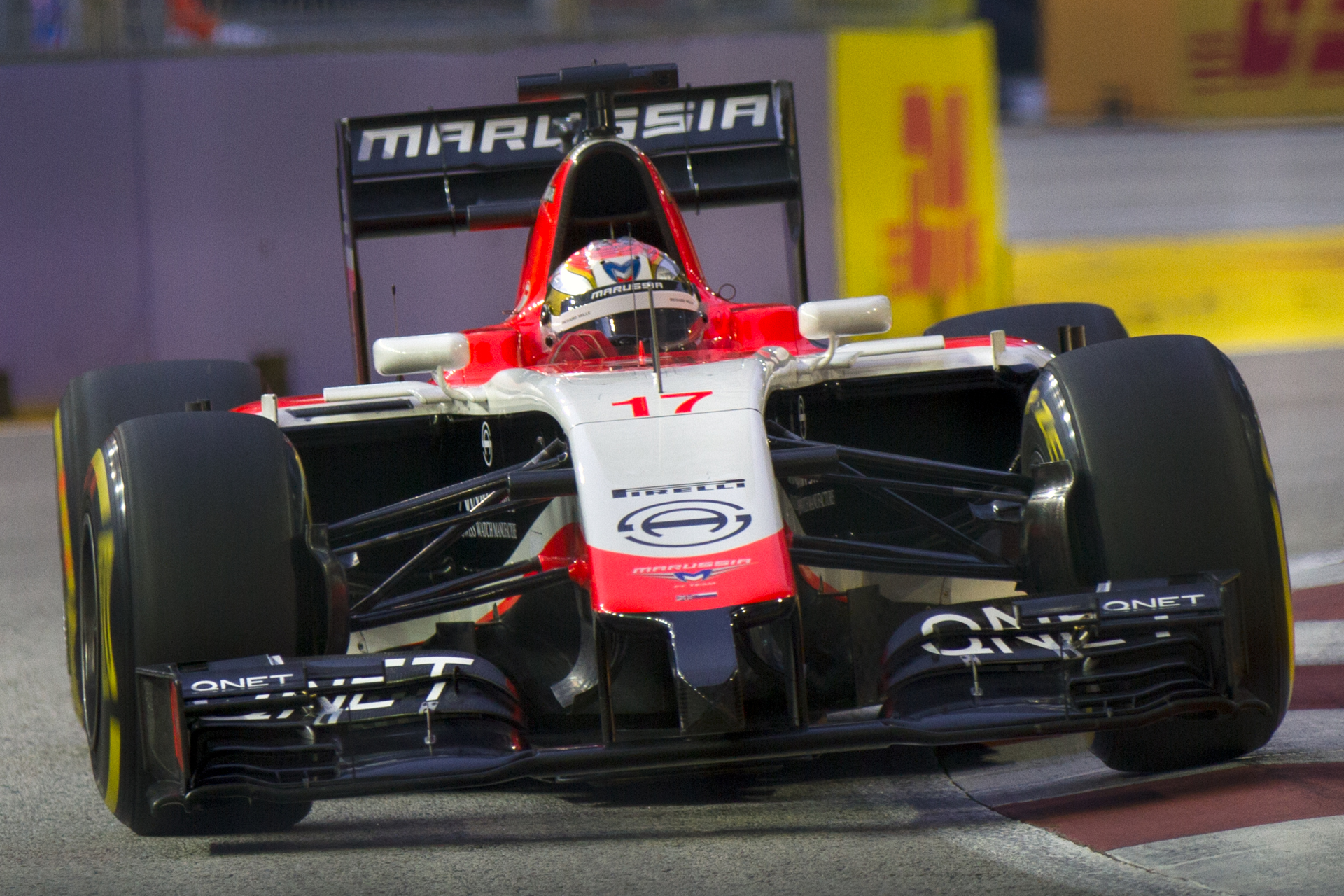
Número 17, eternamente aposentado da F1 pós-Jules Bianchi

Já no GP dos Estados Unidos, duas corridas depois do Japão, a F1 testou um sistema usado de forma definitiva até hoje chamado de Virtual Safety Car, onde os carros reduzem a velocidade sem diminuir ou aumentar a distância para os demais competidores a frente ou atrás, ela é usada em situações de meio termo, onde não seria preciso uma entrada do Safety Car comum, mas haveria necessidade de uma diminuição de velocidade por precaução para uma quilometragem pré-determinada, o VSC é usado desde 2015 na F1 
A Fórmula 1 em sua homenagem aposentou o número 17, que era usado por Bianchi , rumores apontavam que a Ferrari colocaria Bianchi para correr na Sauber em 2015 com um carro de 'meio de grid', e logo após segundo Luca de Montezemolo, ele seria o substituto de Kimi Raikkonen na Ferrari, porém, por destino da F1 quem entrou no lugar de Raikkonen foi o seu afilhado, Charles Leclerc que já declarou que Bianchi: 'merecia a Ferrari muito mais que ele próprio'.

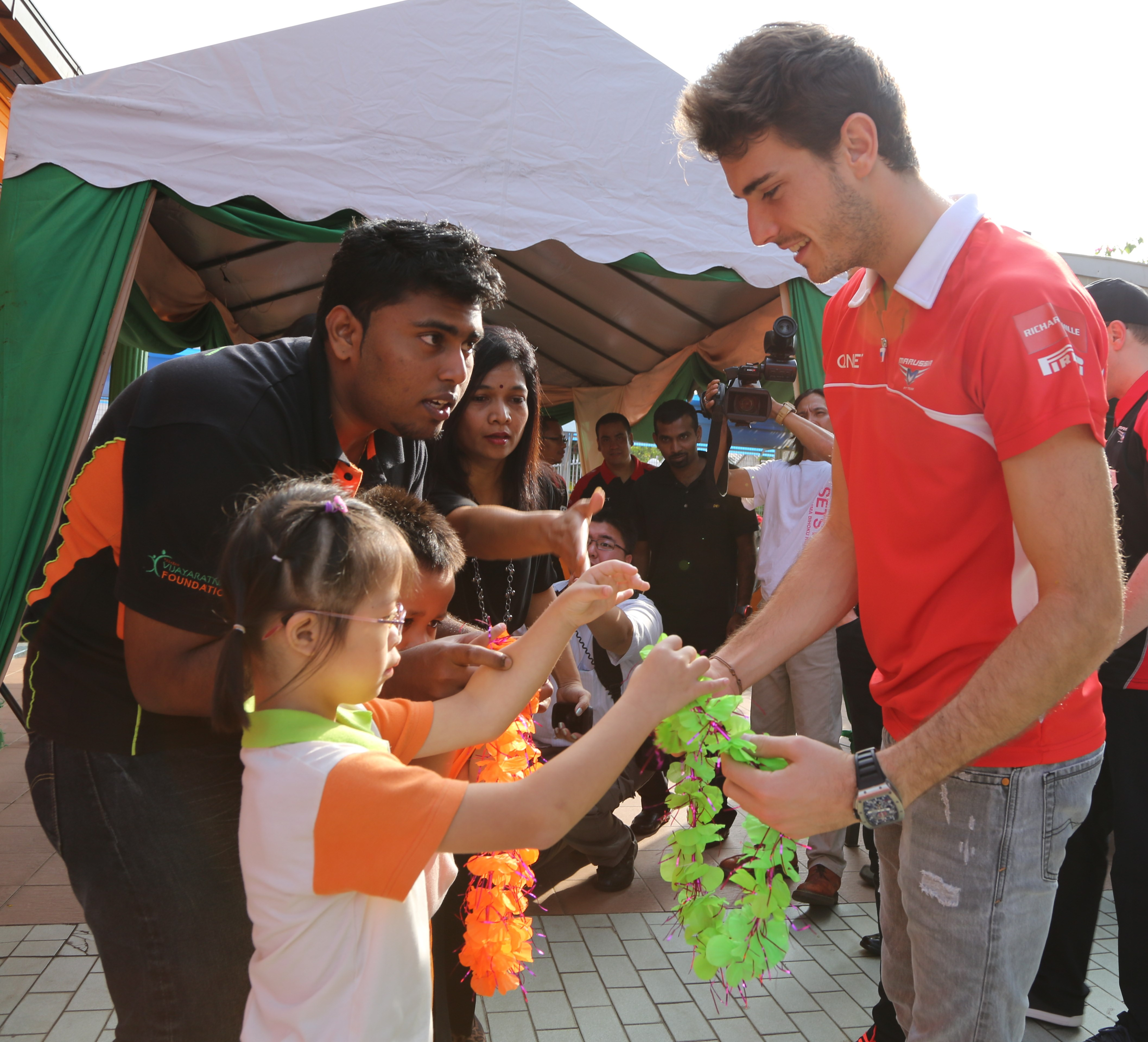
Jules sendo presenteado por uma garotinha Malaia no Paddock

Os procedimentos da era pós-Bianchi ficaram mais cuidados, porém com algumas amostras de imprudência e falta de organização, como no Grande Prêmio do Japão de 2022 na mesma pista de Suzuka durante a remoção do carro acidentado de Carlos Sainz, o francês e amigo de Bianchi, Pierre Gasly sob baixa visibilidade passou perto de um trator grua que circulava dentro da pista com fiscais auxiliando o reboque ao seu redor, o que provocou a ira de Gasly, após uma bandeira vermelha que interrompeu a prova no seu início assim como em 2014, Gasly comunicou a sua equipe, a AlphaTauri, e apareceu na transmissão dentro da garagem totalmente transtornado durante a sequência do período em bandeira vermelha, pós-corrida todos os pilotos que foram questionados classificaram um acontecimento inaceitável e um atentado contra a vida dos competidores . O pai de Bianchi, Philippe Bianchi, imediatamente durante a corrida foi a sua rede social dizendo que: 'a F1 não tinha respeito pela memória de Jules' . A imagem de Gasly passando perto do trator grua e fiscais só foi possível de ser vista pela câmera on board selecionada por alguns pagantes do aplicativo de transmissão da F1 e colocada na internet ainda durante a corrida, as imagens rodaram o mundo com grande velocidade por compartilhamentos.

## Outras categorias e curiosidades

### Entrada na F1 no lugar de Brasileiro
Jules Bianchi só entrou na F1 pilotando pela Marussia porquê os patrocinadores do brasileiro, Luiz Razia, não efeituaram partes dos pagamentos que seriam repassados a Marussia, sendo assim o Brasileiro não conseguiu ingressar na categoria máxima do automobilismo, o Brasileiro chegou a assinar e ser anunciado como piloto titular da qual testou e participou de seus compromissos profissionais por 24 dias, ele foi demitido em 1 de Março de 2013, antes do campeonato começar. Bianchi por sua vez, tinha planos de ser promovido de piloto de testes para piloto titular da Force India em 2013, porém a equipe preferiu optar por Adrian Sutil, que vinte meses depois seria testemunha ocular de seu futuro acidente fatal.

### Vitória no Brasil
Já com renome nas categorias de formação do automobilismo mundial e com mesmo empresário de Felipe Massa, organizador do evento, Jules Bianchi foi convidado e venceu o Desafio Internacional das Estrelas de Kart de 2013, ele fez pole position e venceu a primeira corrida, e após chegar em quarto na segunda corrida se consagrou o grande campeão daquela edição com 40 pontos, a primeira realizada dentro do Beto Carreiro World, Jules foi o único francês presente naquela edição do evento.

## Registros na carreira

### Sumário
| Temporada | Categoria                                 | Equipe                     | Corridas       | Vitórias       | Poles          | V.M.R.         | Pódios         | Pontos         | Posição        |
| --------- | ----------------------------------------- | -------------------------- | -------------- | -------------- | -------------- | -------------- | -------------- | -------------- | -------------- |
| 2007      | Campeonato Francês de Fórmula Renault 2.0 | SG Formula                 | 13             | 5              | 5              | 10             | 11             | 172            | 1.º            |
| 2007      | Eurocopa de Fórmula Renault 2.0           | SG Formula                 | 6              | 0              | 1              | 1              | 0              | 4              | 22.º           |
| 2008      | Fórmula 3 Euro Series                     | ART Grand Prix             | 20             | 2              | 2              | 2              | 7              | 47             | 3.º            |
| 2008      | Grande Prémio de Macau                    | ART Grand Prix             | 1              | 0              | 0              | 0              | 0              | N/A            | 9.º            |
| 2008      | Masters of Formula 3                      | ART Grand Prix             | 1              | 1              | 0              | 0              | 1              | N/A            | 1.º            |
| 2009      | Fórmula 3 Euro Series                     | ART Grand Prix             | 20             | 9              | 6              | 7              | 12             | 114            | 1.º            |
| 2009      | Campeonato Britânico de Fórmula 3         | ART Grand Prix             | 4              | 0              | 2              | 2              | 3              | 0              | NC†            |
| 2009      | Grande Prémio de Macau                    | ART Grand Prix             | 1              | 0              | 0              | 0              | 0              | N/A            | 10.º           |
| 2009      | Formula Renault 3.5 Series                | SG Formula                 | 1              | 0              | 0              | 0              | 0              | 0              | NC             |
| 2009–10   | GP2 Asia Series                           | ART Grand Prix             | 6              | 0              | 1              | 2              | 1              | 8              | 12.º           |
| 2010      | GP2 Series                                | ART Grand Prix             | 20             | 0              | 3              | 1              | 4              | 52             | 3.º            |
| 2011      | GP2 Series                                | Lotus ART                  | 18             | 1              | 1              | 0              | 6              | 53             | 3.º            |
| 2011      | GP2 Asia Series                           | Lotus ART                  | 4              | 1              | 0              | 1              | 2              | 18             | 2.º            |
| 2011      | Fórmula 1                                 | Scuderia Ferrari           | Test driver    | Test driver    | Test driver    | Test driver    | Test driver    | Test driver    | Test driver    |
| 2012      | Formula Renault 3.5 Series                | Tech 1 Racing              | 17             | 3              | 5              | 7              | 8              | 185            | 2.º            |
| 2012      | Fórmula 1                                 | Sahara Force India F1 Team | Reserve driver | Reserve driver | Reserve driver | Reserve driver | Reserve driver | Reserve driver | Reserve driver |
| 2013      | Fórmula 1                                 | Marussia F1 Team           | 19             | 0              | 0              | 0              | 0              | 0              | 19.º           |
| 2014      | Fórmula 1                                 | Marussia F1 Team           | 15             | 0              | 0              | 0              | 0              | 2              | 17.º           |
| Fonte:    |                                           |                            |                |                |                |                |                |                |                |

† Bianchi era piloto convidado, portanto inelegível para somar pontos.

### Resultados na Fórmula 1
Legenda: (Corridas em negrito indicam pole position); (Corridas em itálico indicam volta mais rápida)
| Temporada | Equipe           | Chassis       | Motor                  | 1       | 2       | 3      | 4      | 5      | 6       | 7       | 8      | 9       | 10     | 11     | 12      | 13     | 14     | 15      | 16      | 17      | 18      | 19      | Classificação | Pontos |
| --------- | ---------------- | ------------- | ---------------------- | ------- | ------- | ------ | ------ | ------ | ------- | ------- | ------ | ------- | ------ | ------ | ------- | ------ | ------ | ------- | ------- | ------- | ------- | ------- | ------------- | ------ |
| 2013      | Marussia F1 Team | Marussia MR02 | Cosworth CA2013 2.4 V8 | AUS 15  | MAL 13  | CHN 15 | BHR 19 | ESP 18 | MON Ret | CAN 17  | GBR 16 | ALE Ret | HUN 16 | BEL 18 | ITA 19  | SIN 18 | JAP 16 | COR Ret | IND 18  | EAU 20  | EUA 18  | BRA 17  | 19º           | 0      |
| 2014      | Marussia F1 Team | Marussia MR03 | Ferrari 059/3          | AUS Ret | MAL Ret | BHR 16 | CHN 17 | ESP 18 | MON 9   | CAN Ret | AUT 15 | GBR 14  | ALE 15 | HUN 15 | BEL 18† | ITA 18 | SIN 16 | JAP 20† | RUS Les | EUA Les | BRA Les | EAU Les | 17º           | 2      |

† Não terminou o Grande Prêmio, mas foi classificado porque completou 90% da corrida.